# 约翰尼·威廉姆斯 (1947年)
约翰·罗伯特·威廉姆斯（英語：John Robert "Johnny" Williams，1947年3月26日—2021年1月），出生于伦敦托特纳姆，是一名英格兰足球运动员，司职左后卫，曾效力于沃特福德、科尔切斯特联与马格特，2021年1月去世。

## 生平
1962年，在15岁以青训球员身份加入沃特福德。于1964年9月成为职业球员，并在联赛、足总杯和联赛杯中为沃特福德出场419次。并且是球队于1968-69年升晋级乙级联赛的一员，1970年参加了沃特福德队史的第一次足总杯半决赛，对手是切尔西威廉姆斯在沃特福德效力期间打进了两个球，都在1971-72赛季。
1975年，以自由转会的方式加盟科尔切斯特联，在那里出场108次，进球一次，之后转会马格特。

## 荣誉

### 俱乐部
沃特福德
- 英格兰足球丙级联赛冠军 (1): 1968–69